# Birk Anders
Birk Anders (Bad Schlema, 3 novembre 1967) è un ex biatleta tedesco orientale.

## Biografia
In Coppa del Mondo ottenne la prima vittoria, nonché primo risultato di rilievo, il 15 dicembre 1988 ad Albertville Les Saisies.
In carriera prese parte a un'edizione dei Giochi olimpici invernali, Calgary 1988 (4° nella sprint), e a quattro dei Campionati mondiali, vincendo tre medaglie.

## Palmarès

### Mondiali
- 3 medaglie:
  - 2 ori (staffetta a Feistritz 1989; gara a squadre a Minsk/Oslo/Kontiolahti 1990)
  - 1 bronzo (staffetta a Minsk/Oslo/Kontiolahti 1990)

### Coppa del Mondo
- 4 podi (3 individuali, 1 a squadre[1]), oltre a quelli ottenuti in sede iridata e validi anche ai fini della Coppa del Mondo:
  - 3 vittorie (2 individuali, 1 a squadre)
  - 1 terzo posto (individuale)

#### Coppa del Mondo - vittorie
| Data             | Località                | Nazione        | Spec.                                                     |
| ---------------- | ----------------------- | -------------- | --------------------------------------------------------- |
| 15 dicembre 1988 | Albertville Les Saisies | Francia        | IN                                                        |
| 21 gennaio 1989  | Borovec                 | Bulgaria       | SP                                                        |
| 29 gennaio 1989  | Ruhpolding              | Germania Ovest | RL (con Frank Luck, André Sehmisch e Frank-Peter Roetsch) |

Legenda:

IN = individuale

SP = sprint

RL = staffetta